# Gobiusculus flavescens
Gobiusculus flavescens és una espècie de peix de la família dels gòbids i de l'ordre dels perciformes.

## Morfologia
- Els mascles poden assolir 6 cm de longitud total.[1][2]

## Alimentació
Els exemplars adults mengen crustacis petits (copèpodes, amfípodes i Mysidacea) i quetògnats.

## Hàbitat
És un peix de clima temperat i demersal.

## Distribució geogràfica
Es troba a l'Atlàntic oriental: les Illes Anglonormandes, Dinamarca, Estònia, les illes Fèroe, Finlàndia, França, Alemanya, Irlanda, l'Illa de Man, Letònia, Lituània, Noruega, Polònia, l'Estat espanyol, Suècia, Turquia i la Gran Bretanya (Anglaterra, Gal·les, Irlanda del Nord i Escòcia).

## Observacions
És inofensiu per als humans.